# Marco teórico
El marco teórico o marco de referencia es una sección de un proyecto de investigación o trabajo académico que expone, organiza y sustenta los conceptos, teorías y antecedentes relevantes al tema de estudio. Generalmente se encuentra entre las secciones de introducción y de resultados. El marco teórico delimita el alcance del proyecto y los criterios claves para evaluar los resultados obtenidos. Una de las funciones del marco teórico proveer un contexto general para evitar malentendidos, plagios o repeticiones de una misma investigación.
La construcción de un marco teórico es generalmente el resultado de una investigación bibliográfica y de un análisis crítico de la misma.

## Contenido
El marco teórico contiene al menos tres ingredientes: la definición de conceptos clave, los antecedentes y el desarrollo de las teorías a utilizar. Las definiciones delimitan los términos principales relacionados con el tema de estudio, asegurando la uniformidad en su uso. Los antecedentes identifican el contexto y las similitudes y diferencias con las trabajos previos en el mismo campo de investigación. Finalmente, el desarrollo de las teorías designa los modelos o enfoques que respaldan el análisis del problema de investigación.

## Tipos
La estructura general del marco teórico depende del enfoque y tipo de investigación. Algunos ejemplos de tipo de marco teórico incluyen:
- Marco teórico referencial: análisis principalmente compuesto de investigaciones previas sobre el tema de estudio.
- Marco teórico conceptual: utiliza esquemas que destaquen las ideas principales, secundarias y complementarias.
- Marco teórico legal: se fundamenta en investigaciones o recopilaciones relacionadas con normativas legales, ya sea del país o de la institución educativa correspondiente.
- Marco teórico histórico: consiste en un análisis que describe el contexto histórico del tema investigado. Su objetivo es explorar problemas históricos relacionados con el origen, desarrollo y resolución de un fenómeno.